# Shigeru Mizuki
Shigeru Mizuki (水木 しげる, Mizuki Shigeru, Sakaiminato, 8 de març de 1922 ― Tòquio, 30 de novembre de 2015) va ser un mangaka japonès. Mizuki va ser conegut pel gran contingut d'horror que contenen en les seves obres. El seu treball de major renom és GeGeGe no Kitarō. Mizuki és considerat el gran mestre del gènere yōkai.

## Premis
Mizuki ha guanyat nombrosos reconeixements i premis durant la seva carrera, especialment per Ge Ge Ge no Kitaro. Entre ells es troben:
- 1990 rep Kodansha Pispa Award per Shōwa-shi.[2]
- 1991 Rep el Shiju Hosho Decoration.
- 1995 Pel 6 º Dia Anual de la Pau de Tòquio, que es va adjudicar amb una exhibició de les seves pintures, titulada "Oració per la Pau: Shigeru Mizuki Guerra Experiència Exposició de Pintura"
- 1996 Data Ministre d'Educació Premio.
- 1996 De Sakaiminato, la seva ciutat natal li va honrar amb el Shigeru Mizuki Road, un carrer de la seva ciutat decorada amb estàtues de bronze de la seva Ge Ge Ge no Kitaro amb altres personatges i dissenys relacionats A les seves obres.
- 2003 Data Kyokujitu Sho Decoració.
- 2003 Sakaiminato ho honra de nou a Shigeru Mizuki amb el Centre Cultural Internacional.
- 2007 Rebut el Millor Àlbum premi per NonNonBâ en la Angoulême Festival Internacional de Comics.
- 2010 Rep el reconeixement 'Persona de mèrit cultural' (Person of Cultural Merit).[3] Es tracta d'un reconeixement oficial atorgat anualment a totes aquelles persones que hagin fet contribucions significatius a la cultura japonesa.

## Treballs seleccionats

### Manga
- Ge Ge Ge no Kitaro
- Akuma-kun
- Yamato
- Hitler: A Biography
- Kappa no Sanpei